# استیو مک‌کوئین
ترنس استیون "استیو" مک‌کوئین (به انگلیسی: Terrence Stephen "Steve" McQueen) (۲۴ مارس ۱۹۳۰ – ۷ نوامبر ۱۹۸۰) بازیگر آمریکایی بود. وی ملقب به «سلطان خونسردی و بی‌خیالی» و یکی از مظاهر فرهنگ ملی آمریکا است. شخصیت جنایتکار، ضد قهرمان، خشن، خلافکار و دشمن‌گونه وی در فیلم‌ها باعث شد نامش در بیشتر فیلم‌های پرفروش دهه ۱۹۶۰ و ۱۹۷۰ دیده شود. استیو مک کوئین به‌دلیل بازی در فیلم دانه‌های شن (۱۹۶۶) نامزد دریافت جایزه اسکار شد. از دیگر فیلم‌های مشهور وی می‌توان به پاپیون، گریز، فرار بزرگ، بچه سینسیناتی، نوادا اسمیت، سرقت بزرگ بانک سنت لوئیس و هفت دلاور اشاره نمود. در سال ۱۹۷۴ استیو مک کویین به عنوان گران‌ترین بازیگر جهان معرفی شد، و مبلغی حدود سه میلیون دلار دستمزد دریافت می‌کرد؛ ولی تا ۴ سال بعد از کسب این عنوان در هیچ فیلمی بازی نکرد.

## کودکی
استیو در بیچ گروو، ایندیانا به دنیا آمد. پدرش ویلیام، خلبان هواپیماهای نمایشی بود و ۶ ماه بعد از آشنایی با مادر استیو، او را ترک کرد. مادر استیو، جولیا، معتاد الکلی بود.
از آنجا که مادرش توانایی مراقبت کردن از کودک را نداشت، استیو را در سال ۱۹۳۳ نزد والدین خود گذاشت و رفت. کمی بعد استیو به همراه پدربزرگ و مادربزرگش به اسلاتر، جایی که دایی بزرگش مزرعه‌ای داشت رفته و در آنجا بزرگ شد. استیو مک‌کوئین مسیحی کاتولیک بود.
در ۳ سالگی دایی بزرگش برای وی یک سه‌چرخه خرید که بعدها مک‌کوئین اظهار داشت که علاقه‌اش به موتورسواری از آن موقع در وی پدیدار شد. در ۸ سالگی مادرش مجدداً او را تحویل گرفت و به ایندیاناپولیس برد تا در آنجا در کنار شوهر جدیدش با هم زندگی کنند. استیو روزی را که در حال ترک مزرعه بود به خوبی به یادداشت. او در این مورد می‌گوید: موقع ترک مزرعه، دایی‌ام هدیه‌ای به من داد… یک ساعت جیبی طلایی که درونش جمله‌ای نوشته شده بود: برای استیو… که برایم همچون پسرم بود.
استیو مک‌کوئین دچار دسلکسیا بوده و به‌دلیل التهاب گوشش در کودکی، از قدرت شنوایی وی نیز کاسته شده بود. در خانه جدید و زندگی به همراه ناپدری‌اش برای وی خوشایند نبود. ناپدری‌اش استیو را به شدت کتک می‌زد به‌طوری‌که در ۹ سالگی استیو از خانه فرار می‌کند تا در خیابان زندگی کند. در عرض چند سال و معاشرت وی با باندهای خلاف‌کار باعث شد وی رو به بزهکاری آورد. از آنجا که دیگر مادرش قادر به کنترل او نبود، استیو را مجدداً به اسلاتر فرستاد. اما در ۱۲ سالگی مادرش مجدداً طی نامه‌ای خواستار برگشت پسرش نزد خود شد تا با هم در خانه جدیدشان در لس‌آنجلس زندگی کنند. ازدواج دوم مادر استیو به طلاق انجامیده بود و وی برای بار سوم ازدواج کرده بود.
در خانه جدید نیز ناپدری با او رفتار خوبی نداشته و استیو مجدداً شروع به پرخاشگری کرد و در نتیجه مجدداً وی را به اسلاتر نزد پدربزرگ و مادر بزرگش فرستادند. این آخرین باری بود که وی به آنجا رفت. استیو در ۱۴ سالگی بدون حتی خداحافظی کردن مزرعه را ترک کرده و به یک سیرک پیوست و دوباره ولی این‌بار خودش مجدداً به نزد مادر و ناپدری‌اش برگشت و زندگی خلافکارانه‌اش را مجدداً دنبال کرد. استیو را یک‌بار در حین سرقت قالپاق اتومبیل دستگیر کردند و او را تحویل ناپدری‌اش دادند که باعث شد کتک شدیدی از او بخورد و درگیری به وجود آمده باعث شد تا استیو را از بالای پله‌ها به پایین پرت کند؛ در پایین پله‌ها استیو بلند شده و رو به ناپدری‌اش گفت: اگه دست کثیفت رو یک‌بار دیگه به من بزنی، قسم می‌خورم که می‌کشمت.
در طی حادثه‌ای، ناپدری استیو مادرش را متقاعد کرد که با امضای برگه‌ای در دادگاه اعلام کند که استیو اصلاح‌ناپذیر است. به موجب این حکم، وی را به مرکزی پسرانه در چینو، کالیفرنیا منتقل کردند. در آنجا بود که استیو شروع به تغییر کرد. وی در آنجا شخصیت محبوبی میان پسران دیگر محسوب نمی‌شد.
شانزده ساله بود که مرکز را ترک کرده و نزد مادرش بازمی‌گردد که این‌بار در روستای گرینویچ ساکن بود ولی مجدداً فرار کرد. در این دوره بود که او با دو ملوان آشنا شده و تصمیم می‌گیرد داوطلبانه در یک کشتی متعلق به جمهوری دومینیکن کار کند. در آنجا یک‌بار از محل کارش فرار کرده ولی در نهایت، جایی دیگر کاری پیدا می‌کند. سپس به ایالت تگزاس رفته در آنجا نیز مدام شغل‌هایش را تغییر می‌داد.

### خدمت نظامی
در سال ۱۹۴۷ به خدمت سپاه تفنگداران دریایی آمریکا درآمده و درجه‌اش به سرباز یکم ارتقاء می‌یابد. در دوران خدمت مجدداً رفتار پرخاشگرانه خود را انجام می‌دهد که به‌دلیل این رفتار درجه وی ۷ بار مختلف، کاهش پیدا کرد. وی همچنین به‌دلیل فرار از خدمت و اینکه نتوانست خود را به موقع معرفی کند، در هنگام گشت‌وگذار با نامزدش توسط پلیس ساحلی دستگیر و ۴۱ روز را در زندان نظامی سپری می‌کند. سپس تصمیم می‌گیرد که خودش را اصلاح کند و نظم نیروی دریایی را بپذیرد. وی در طول یک مانور نظامی، جان ۵ ملوان نظامی همکارش را نجات داد. وی را به درجه نگهبان افتخاری نائل کرده و کارش نگهبانی از قایق رئیس‌جمهور وقت آمریکا، هری ترومن شد. خدمت وی در سال ۱۹۵۰ به پایان رسید. استیو مک‌کوئین بعدها اظهار داشت که خدمت در نیروی دریایی برایش لذت بخش بود.

## نمایش

### دهه ۱۹۵۰
به موجب یک قانون در آمریکا، استیو شامل افرادی می‌شد که می‌توانستند کمک هزینه تحصیلی دریافت کنند. استیو مک‌کوئین با کمک این هزینه شروع به تحصیل در رشته بازیگری کرد. سلطان خونسردی، اولین نقش خود را در سال ۱۹۵۰ و در یک نمایش اجرا کرد و شخصیت وی فقط یک جملهٔ ساده را گفت! در این حین بود که استیو برای کسب درآمد شروع به مسابقه دادن با موتور کرد و با پول‌هایی که برنده می‌شد موفق شد اولین موتور هارلی دیویدسن خود را بخرد. وی که در عرصه موتورسواری در حال حرفه‌ای شدن بود، در تمام مسابقات آخر هفته‌ها حدود ۱۰۰ دلار برنده می‌شد (۱۰۰ دلار آن موقع تقریباً معادل ۸۰۰ دلار در سال ۲۰۰۹ است). استیو در این دوره در سریالی که محصول شبکه ای‌بی‌سی بود و در میان سال‌های ۱۹۵۴–۱۹۵۳ پخش می‌شد حضور یافت.
در سال ۱۹۵۵ و زمانی که ۲۵ ساله بود تصمیم به ترک نیویورک گرفت و به سمت کالیفرنیا رفت. در آنجا وی به دنبال کار می‌گشت. بعد از حضور استیو در برنامه‌ای به نام مدافعان که برنامه‌ای تلویزیونی بود، هیلارد الکینز که از کارگردانان ان موقع بود، استیو جوان را مناسب فیلم‌های درجه ب دید. اولین نقش استیو نیز در فیلم کسی آن بالا ما را دوست داد بود که به کارگردانی رابرت وایز ساخته شده بود. استیو در این فیلم با پل نیومن هم‌بازی بود. سپس در فیلم‌های دیگری همچون هیچ‌وقت یک غریبه را دوست نداشته باش، حباب (اولین نقش اصلی استیو) و سرقت بزرگ خیابان سنت لویس بازی کرد.
اولین نقشی که استیو را به شهرت نزدیک‌تر کرد، نقش پی در فیلم وسترنی به نام سرنوشت ولز فارگو بود. بازی وی در این فیلم باعث شد مدیر برنامه‌های وی با متقاعد کردن کارگردان دیگری، باعث شود استیو در سریالی وسترن نیز ظاهر شود.

### دهه ۱۹۶۰
در ۲۹ سالگی بود که نقشی را در فیلم هیچ‌وقت کم نرو به او دادند. فرانک سیناترا که در آن فیلم حضور داشت، در استیو جوان موفقیت‌های آینده‌اش را دیده بود. نقش استیو در این فیلم بسیار مورد تحسین قرار گرفت. جان استرجز که کارگردانی این فیلم را بر عهده داشت تصمیم گرفت در فیلم دیگرش نیز از استیو استفاده کند و «کلاً دوربین را به او بدهد». این فیلم با نام هفت دلاور تولید شد. این فیلم یکی از اولین فیلم‌های بزرگ استیو مک‌کوئین است که در آن با بازیگران مشهوری همچون یول برینر، چارلز برانسون و جیمز کابرن هم‌بازی بود.
استیو سپس در فیلم بزرگ دیگرش که باز هم به کارگردانی جان استرجز بود بازی کرد. نام این فیلم، فرار بزرگ بود که داستان واقعی فرار از زندان آلمانی‌ها در جنگ دوم جهانی را روایت می‌کرد. به‌دلیل مسائل بیمه‌ای، استیو خود قادر به اجرای صحنه‌های موتورسواری این فیلم نبود و این صحنه‌ها توسط دوستش اجرا شد. فروش بالای این فیلم استیو را به یک ستاره در دنیای بازیگری بدل کرد.
در سال ۱۹۶۳ استیو به همراه ناتالی وود در فیلم عشق با غریبه مطلوب ایفای نقش کرد. سپس در فیلم نوادا اسمیث نقش‌آفرینی کرد. سپس فیلم دانه‌های شن را بازی کرد و برای بازی در این فیلم نامزد دریافت جایزه اسکار شد.
نامزدی وی برای اسکار با بازی در فیلم بولیت ادامه می‌یابد. صحنه‌های ماشین سواری این فیلم فقط حدود ۱۰٪ آن توسط خود استیو انجام شد و مابقی آن را بدلکاران انجام دادند. از آنجا که هزینه‌های این فیلم به شدت بالا رفت، برادران وارنر ادامه قراردادهای خود را با این فیلم قطع کردند. البته بعد از فروش بالای این فیلم، برادران وارنر مجدداً به سمت استیو رفتند ولی او کار مجدد با آن‌ها را دیگر نپذیرفت و فیلم بعدیش را با کمپانی یونایتد آرتیستز قبول کرد. در فیلم جدید که رابطه توماس کراون (به انگلیسی: The Thomas Crown Affair) نام داشت، استیو با فی داناوی هم‌بازی بود. در همان سال بود که فیلم رودخانه‌ها را نیز بازی کرد.

### دهه ۱۹۷۰
در سال ۱۹۷۱ بود که استیو مک‌کوئین در فیلم لو مان و سپس در فیلم گریز به ایفای نقش پرداخت. در فیلم گریز بود که وی همسر آینده‌اش، آلی مک‌گرا را می‌بیند و با او آشنا می‌شود. سپس فیلم بانر کوچک را بازی می‌کند و سپس مجدداً یک نقش زندانی را به او پیشنهاد می‌کنند. نقش این زندانی در فیلم پاپیون بسیار عالی توسط استیو اجرا می‌شود. در این فیلم داستین هافمن نیز در کنار استیو به ایفای نقش پرداخته‌است.
وی از زمان ایفای نقش در فیلم گریز تبدیل به گران‌ترین بازیگر جهان شد اما بعد از بازی در فیلم آسمان‌خراش جهنمی در سال ۱۹۷۴، ناگهان از حضور در فیلم‌ها خودداری کرد تا فقط به شکل کامل روی موتورسواری‌اش تمرکز کند و شروع به مسافرت به تمام نقاط آمریکا کرد. استیو با بازی در فیلم دشمن مردم در سال ۱۹۷۸ مجدداً به دنیای بازیگری برگشت. این فیلم به شکل مختصر در سینما عرضه شد.
دو فیلم آخر استیو مک‌کوئین بر اساس داستان واقعی ساخته شده بودند. نام آن‌ها تام هورن (فیلمی وسترن) و شکارچی (محصول ۱۹۸۰) می‌باشد.

### نقش‌های از دست رفته
نقش اصلی فیلم صبحانه در تیفانی به استیو پیشنهاد شده بود که وی به‌دلیل بازی کردن در فیلم دیگر قادر به پذیرفتن آن نبود. فیلم‌های دیگری نیز که به وی پیشنهاد شدند ولی استیو در آن‌ها ظاهر نشد عبارتند از: ۱۱ یار اوشن، بوچ کسیدی و ساندنس کید، راننده، اینک آخرالزمان، هری خبیث، پلی در دوردست و ارتباط فرانسوی.

## رانندگی
استیو مک‌کوئین به شدت شیفته موتورسواری و ماشین سواری بود. شاید آثاری از این علاقه را بتوان در فیلم‌های او نیز دید. به عنوان مثال صحنه‌های ماشین‌رانی در فیلم بولیت یا صحنه‌های هرچند کم موتورسواری وی در فیلم فرار بزرگ.

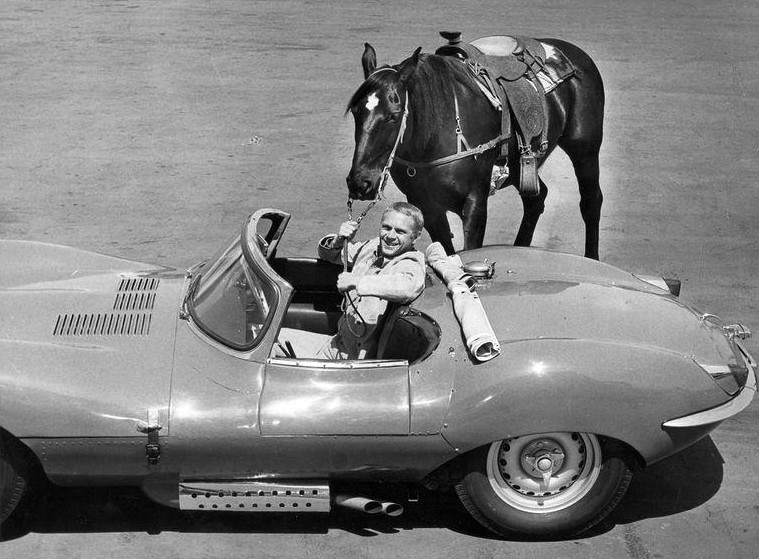
استیو مک‌کوئین در یک ماشین جگوارش

استیو و کارگردان چند فیلمش، جان استرجز قرار بود فیلمی با عنوان روز یک قهرمان را که در مورد مسابقات فرمول یک بود بسازند که استیو به‌دلیل مشغله زیاد در هنگام فیلم‌برداری فیلم دانه‌های شن قادر به بازی در این فیلم نشد و در نهایت پروژه متوقف شد.
وی همچنین سابقه شرکت در مسابقات اتومبیل‌رانی و موتورسواری خارج از جاده را نیز دارد. اولین مسابقه استیو در مسابقات موتورسواری خارج از جاده با موتوری به نام Triumph ۵۰۰ سی‌سی انجام شد.
مک‌کوئین کلکسیونی از موتور نیز داشت. در زمان مرگش، بیش از ۱۰۰ موتور در کلکسیونش بود که میلیون‌ها دلار ارزش داشتند.
استیو همچنین چندین ماشین مسابقه‌ای حرفه‌ای نیز دارد که شامل:
- پورشه ۹۱۷، پورشه ۹۰۸، فراری ۵۱۲
- فراری ۲۵۰ (۱۹۶۳)
- جگوار دی‌تایپ (مدل دی)
- پورشه ۳۵۶
- کبرا ۱۹۶۲
- فورد موستانگ جی تی ۱۹۶۸

## زندگی شخصی
استیو مک‌کوئین در دوران حیاتش ۳ بار ازدواج کرده‌است. یک‌بار باNeile Adamsکه از وی دو فرزند به نام‌های تری و چاد دارد. ازدواج آن‌ها در تاریخ ۱۹۷۲ به طلاق انجامید. سپس وی با همبازی‌اش در فیلم گریز، الی مک‌گرا در سال ۱۹۷۳ ازدواج می‌کند و این ازدواج نیز در سال ۱۹۷۸ به طلاق منتهی می‌شود. الی مک‌گرا در زمانی که با استیو ازدواج کرده بود یکبار سقط جنین انجام داد؛ و در نهایت و زمانی که فقط یک‌سال به مرگش باقی بود، با باربارا مینتی که یک مدل بود ازدواج می‌کند. یکی از نوه‌های استیو مک‌کوئین به نام استیون آر. مک‌کوئین نیز بازیگر است.
بعد از طلاق از آدامز و در زمان آشنایی با مک‌گرا، استیو رابطه‌ای با باربارا لای دارد که منجر به باردار شدنش می‌شود و در نهایت سقط جنین غیرقانونی می‌کند. مارشال تریل که تخصصش در نوشتن زندگی‌نامه افراد است نیز ادعا می‌کند استیو رابطه‌ای با جکلین بیسیت داشته که البته خود بیسیت هیچ‌وقت این ادعا را تأیید نکرده‌است.

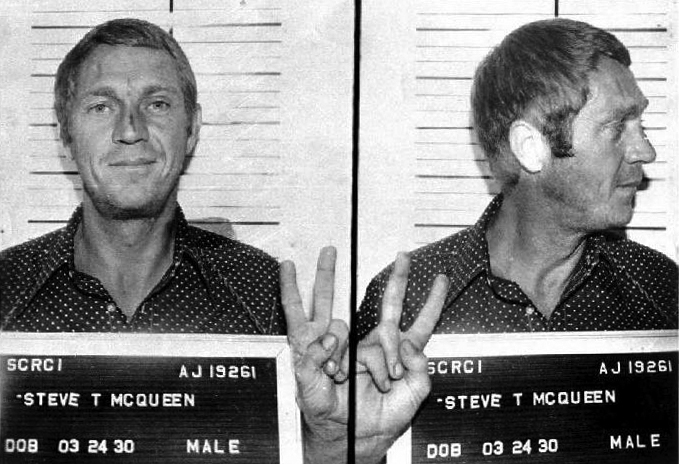
استیو مک‌کوئین در بازداشت پلیس

در زمینه ورزش نیز استیو مک‌کوئین فعال بوده و روزی ۵ مایل را می‌دوید. وی همچنین کمربند مشکی ورزش رزمی تانگ سودو را نیز داشت. استیو همچنین هنر رزمی جیت کان دو را نزد قهرمان افسانه‌ای، بروس لی آموزش دیده بود. بروس لی از دوستان استیو مک‌کوئین نیز بود. همچنین استیو در مراسم دفن بروس لی حضور داشت و یکی از حمل‌کننده تابوت او بود.
استیو مک‌کوئین سابقه استفاده از مواد مخدر را داشت. گفته می‌شد او ماری‌جوانا و کوکائین مصرف می‌کرد و به شدت سیگار می‌کشید. در سال ۱۹۷۲ پلیس انکوریج (در ایالت آلاسکا) وی را به‌دلیل رانندگی در حالت مستی بازداشت کرد.
بعد از اینکه چارلز منسن مرتکب قتل ۵ نفر در یک مهمانی می‌شود که در میان قربانیان نام چند دوست استیو نیز (شامل شرون تیت) دیده می‌شود، گفته می‌شود خود استیو نیز هدف مرگ بود. طبق اظهارات همسر اول استیو، بعد از این ماجرا او شروع حمل سلاح گرم با خود در مراکز عمومی‌کرده بود. دو ماه بعد از قتل‌ها نیز پلیس لیستی از افراد قربانی را پیدا می‌کند که نام استیو مک‌کوئین نیز در آن بود. در سال ۲۰۱۱ فاش شد که استیو نیز در شب قتل‌ها به همان مهمانی دعوت بود، اما چون قرار بود دوست دخترش به خانه‌اش بیاید، تصمیم گرفت به مهمانی نرود که نهایتاً جانش نجات پیدا کرد.
استیو مک‌کوئین عادت عجیبی نیز داشت. او عادت داشت در هر فیلمی که قبول به بازیگری می‌کند، چیزی را مجانی از آنجا به عنوان یادگاری بردارد؛ مثلاً یک ماشین اصلاح که در آن فیلم استفاده شده بود یا یک شلوار جین و امثال اینها. بعدها مشخص شد که استیو این لوازم را به مرکز اصلاح و تربیت پسرانه که خود در دوران نوجوانی چند سال را در آن سپری کرده بود اهدا می‌کرد.
طبق گفته‌های کتابی که همسر آخر استیو منتشر کرده و در مورد زندگی استیو مک‌کوئین است، استیو اواخر عمرش یک مسیحی انجیلی شده بود و برای دعا به کلیسا می‌رفت. بعد از مرگ استیو، بیلی گراهام که از مشاوران مذهبی چند رئیس‌جمهور آمریکا بود بر سر مزارش حاضر شد.

### مرگ
بیماری او در ۲۲ دسامبر ۱۹۷۹، سرطان ریه ناشی از مجاورت با ماده سرطان‌زای پنبه نسوز (آزبِست) تشخیص داده شد. با توجه به اینکه او زیاد سیگار می‌کشید، این باعث وخیم شدن بیماری او شد؛ ولی او این راز را تا یک ماه قبل از مرگش حفظ کرد. سرانجام استیو مک کوئین در ۷ نوامبر ۱۹۸۰ و در ساعت ۳:۴۵ صبح در مکزیک درگذشت. گفته می‌شود که وی پیش از مرگ، بلند شده و از پرستار درخواست یک لیوان آب خنک می‌کند و بعد می‌میرد.
جسد او را سوزاندند و خاکسترش را در اقیانوس آرام ریختند.

## جوایز
اسکار
- (۱۹۶۷) نامزد اسکار بهترین بازیگر نقش اول - فیلم: دانه‌های شن

گولدن گلوب
- (۱۹۶۴) نامزد دریافت جایزه بهترین بازیگر فیلم درام - فیلم: عشق با غریبه مطلوب
- (۱۹۶۷) نامزد دریافت جایزه بهترین بازیگر فیلم درام - فیلم: دانه‌های شن
- (۱۹۷۰) نامزد دریافت بهترین بازیگر فیلم موزیکال / کمدی - فیلم: رودخانه‌ها
- (۱۹۷۴) نامزد دریافت جایزه بهترین بازیگر فیلم جنایی - فیلم: پاپیون

فستیوال بین‌المللی فیلم مسکو
- (۱۹۶۳) برنده بهترین بازیگر - فیلم: فرار بزرگ

## فیلم‌شناسی
| نام                                | سال  | نقش                                      | یادداشت‌ها                  | منبع                 |
| ---------------------------------- | ---- | ---------------------------------------- | -------------------------- | -------------------- |
| Girl on the Run                    | ۱۹۵۳ | Young Man Trying to Ring the Bell        | Uncredited extra           | [ ۳ ]                |
| کسی آن بالا مرا دوست دارد          | ۱۹۵۶ | Fidel                                    | Uncredited role            | [ ۴ ] [ ۵ ]          |
| هیچوقت یک غریبه را دوست نداشته باش | ۱۹۵۸ | Martin Cabell                            |                            | [ ۶ ]                |
| توده                               | ۱۹۵۸ | Steve Andrews                            | Credited as Steven McQueen | [ ۶ ]                |
| سرقت بزرگ بانک سنت لوئیس           | ۱۹۵۹ | George Fowler                            |                            | [ ۷ ]                |
| هرگز نه این‌قدر کم                  | ۱۹۵۹ | Bill Ringa                               |                            | [ ۷ ]                |
| هفت دلاور                          | ۱۹۶۰ | Vin Tanner                               |                            | [ ۸ ]                |
| دستگاه ماه عسل                     | ۱۹۶۱ | Lieutenant Ferguson "Fergie" Howard      |                            | [ ۹ ]                |
| جهنم برای قهرمانان است             | ۱۹۶۲ | John Reese                               |                            | [ ۱۰ ]               |
| عاشق جنگ                           | ۱۹۶۲ | Buzz Rickson                             |                            | [ ۱۱ ]               |
| فرار بزرگ                          | ۱۹۶۳ | Captain Virgil Hilts (The Cooler King)   |                            | [ ۱۲ ] [ ۱۳ ]        |
| سرباز در باران                     | ۱۹۶۳ | Sergeant Eustis Clay                     |                            | [ ۱۱ ]               |
| عشق با بیگانه کامل                 | ۱۹۶۳ | Rocky Papasano                           |                            |                      |
| عزیزم باران باید ببارد             | ۱۹۶۵ | Henry Thomas                             |                            | [ ۱۴ ]               |
| بچه سینسیناتی                      | ۱۹۶۵ | Eric Stoner (The Cincinnati Kid)         |                            | [ ۱۴ ]               |
| نوادا اسمیت                        | ۱۹۶۶ | Max Sand (Nevada Smith)                  |                            | [ ۱۴ ]               |
| دانه‌های شن                         | ۱۹۶۶ | Machinist's Mate First-Class Jake Holman |                            | [ ۱۵ ] [ ۱۶ ] [ ۱۴ ] |
| حادثه توماس کراون                  | ۱۹۶۸ | Thomas Crown                             |                            | [ ۱۷ ]               |
| بولیت                              | ۱۹۶۸ | Lieutenant Frank Bullitt                 |                            | [ ۱۷ ]               |
| حرامیان                            | ۱۹۶۹ | Boon Hogganbeck                          |                            | [ ۱۷ ]               |
| لو مان                             | ۱۹۷۱ | Michael Delaney                          |                            | [ ۱۸ ]               |
| On Any Sunday                      | ۱۹۷۱ | خودش                                     | فیلم مستند                 | [ ۱۹ ]               |
| جونیور بانر                        | ۱۹۷۲ | Junior "JR" Bonner                       |                            | [ ۲۰ ]               |
| گریز                               | ۱۹۷۲ | Carter "Doc" McCoy                       |                            | [ ۲۱ ]               |
| پاپیون                             | ۱۹۷۳ | آنری شاریر (Papillon)                    |                            | [ ۲۲ ] [ ۲۳ ]        |
| آسمان‌خراش جهنمی                    | ۱۹۷۴ | Michael O'Hallorhan                      |                            | [ ۲۴ ]               |
| دشمن مردم                          | ۱۹۷۸ | Thomas Stockmann                         | همچنین تهیه کننده اجرایی   | [ ۲۵ ]               |
| تام هورن                           | ۱۹۸۰ | Tom Horn                                 | همچنین تهیه کننده اجرایی   | [ ۲۵ ]               |
| شکارچی                             | ۱۹۸۰ | Ralph "Papa" Thorson                     |                            | [ ۲۶ ]               |

## پیوندها
- استیو مک‌کوئین در بانک اطلاعات اینترنتی فیلم‌ها (IMDb)
- استیو مک‌کوئین در تی‌سی‌ام
- استیو مک‌کوئین در بانک اطلاعات اینترنتی برادوی
- استیو مک‌کوئین در Virtual History